# Laval Nugent
Laval hrabě Nugent z Westmeathu (německy Laval Graf Nugent von Westmeath) (3. listopadu 1777 Ballynacor, Irsko – 22. srpna 1862 Bosiljevo, Chorvatsko) byl rakouský generál irského původu. Od patnácti let sloužil v císařské armádě, vyznamenal se v závěrečné fázi napoleonských válek, kdy se významně podílel na osvobození Itálie od francouzské nadvlády. I když byl Irem v rakouských službách, proslul jako zastánce národních zájmů v Chorvatsku, kde vlastnil statky a byl zde také řadu let zemským velitelem. V roce 1847 byl povýšen na hraběte a v roce 1849 dosáhl hodnosti polního maršála. Proslul mimo jiné jako mecenáš a sběratel umění, na svých sídlech v Chorvatsku soustředil hodnotné umělecké sbírky italské renesance a archeologických nálezů z doby antiky.

## Životopis

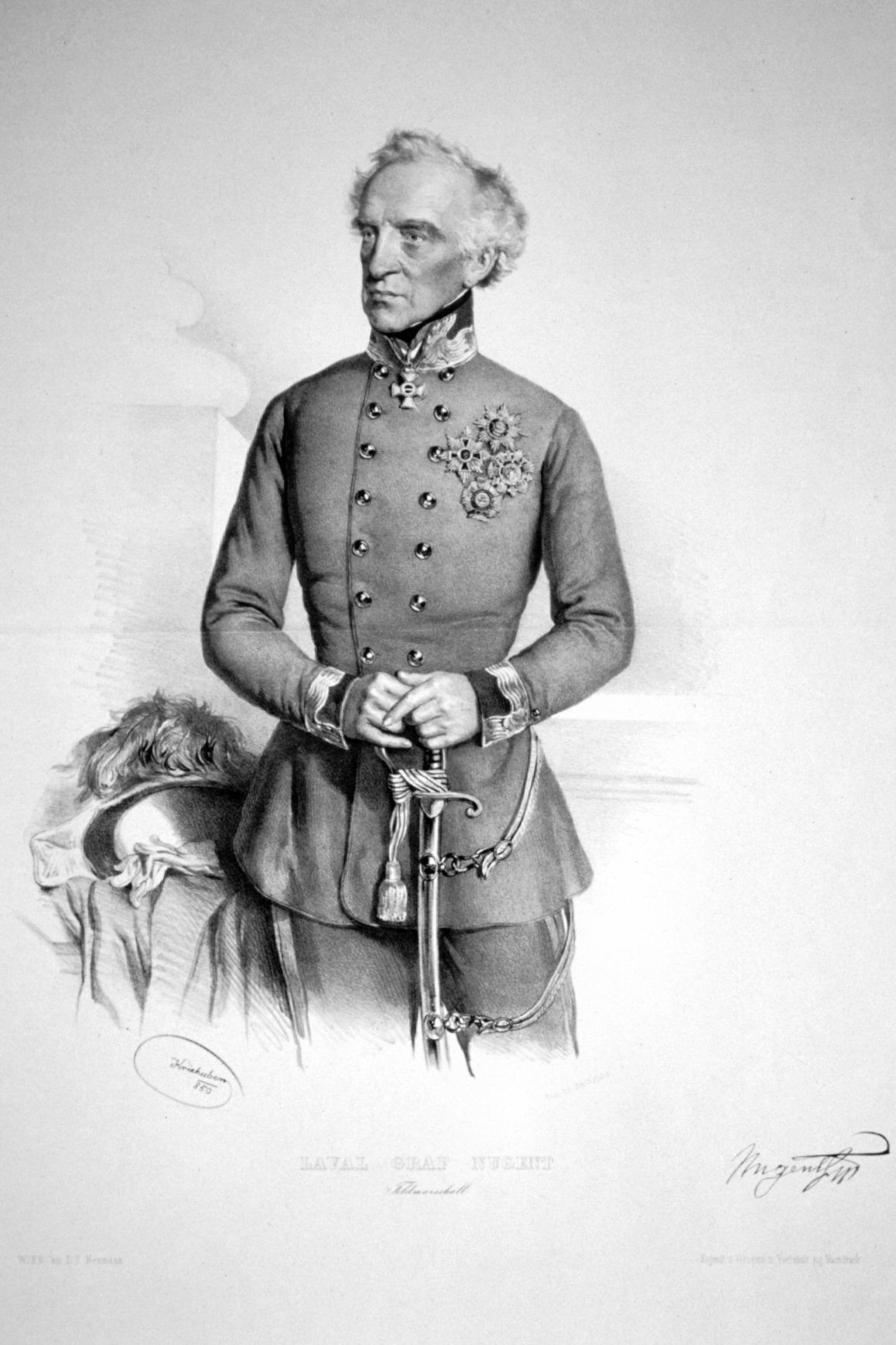
Polní maršál Laval Nugent (1850, litografie Josefa Kriehubera)

Pocházel ze starého irského šlechtického rodu Nugentů, který v jedné linii od 18. století žil v habsburské monarchii, byl synem důstojníka Michaela Antona Nugenta. Narodil se v Irsku a po předčasném úmrtí otce byl ve dvanácti letech poslán do Vídně, kde pod patronátem svého strýce, plukovníka Oliviera Nugenta, studoval na Tereziánské vojenské akademii. Do císařské armády vstoupil v roce 1793 jako kadet a zúčastnil se válek proti revoluční Francii. Rychle postupoval v hodnostech, již v roce 1800 byl majorem a v roce 1801 obdržel rytířský kříž Řádu Marie Terezie. V roce 1807 dosáhl hodnosti plukovníka a v tažení roku 1809 byl náčelníkem štábu armádního sboru arcivévody Jana. V roce 1809 byl zároveň povýšen na generálmajora, odmítl ale akceptovat mírovou smlouvu s Francií z téhož roku a odešel do stavu disponibility. V letech 1811–1813 pobýval z pověření knížete Metternicha ve Velké Británii s diplomatickými úkoly. Přijal hodnost generálmajora v britské armádě a zúčastnil se bojů ve Španělsku pod velením vévody Wellingtona.

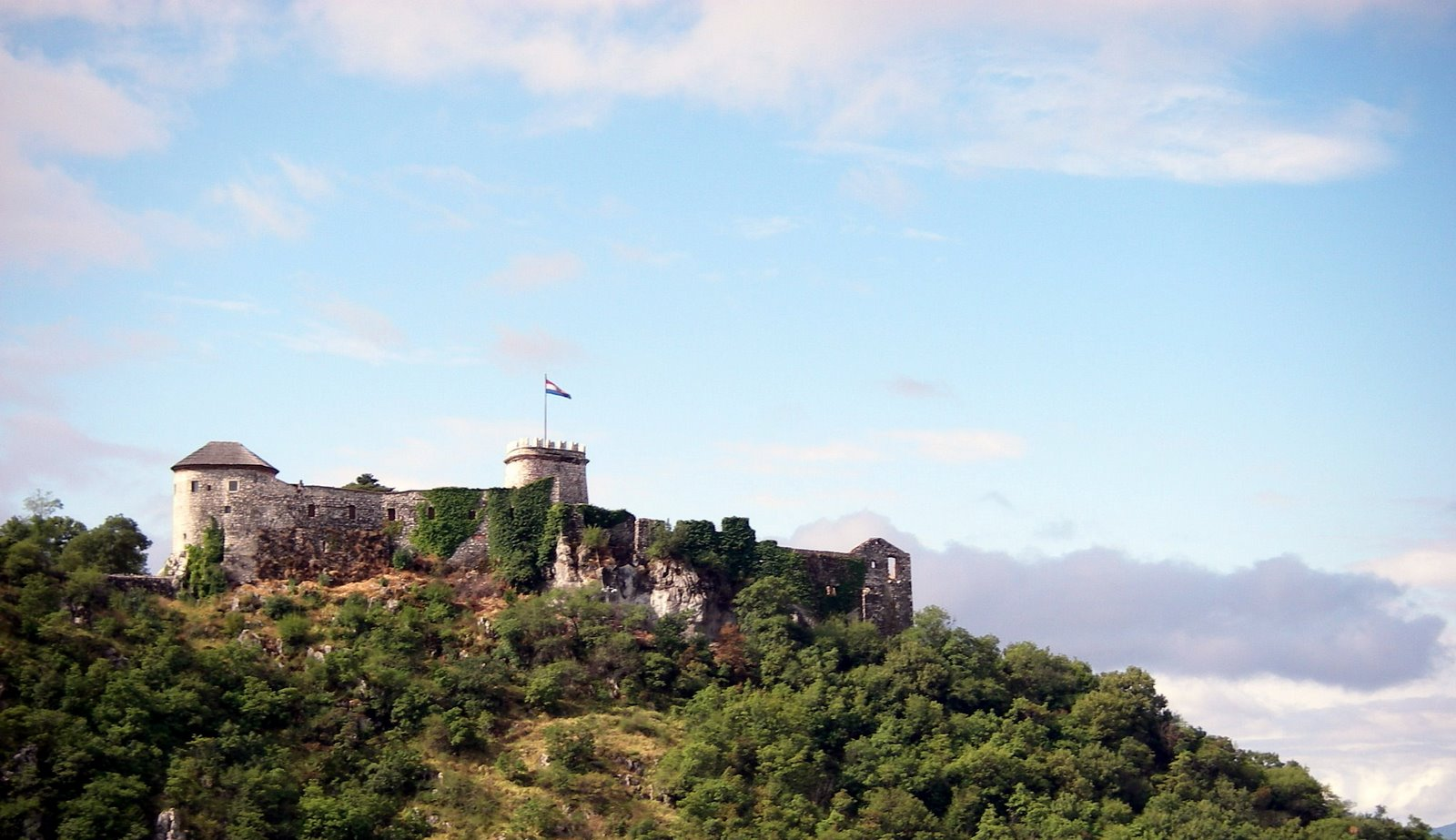
Hrad Trsat v Rijece, majetek Lavala Nugenta od roku 1826

Po Napoleonově porážce v Rusku a anulaci rakouského spojenectví s Francií se v roce 1813 vrátil do aktivní vojenské služby v rakouské armádě. Proti rozkazům Dvorské válečné rady zamířil se svým sborem do Illyrských provincií, kde se na pobřeží plánoval spojit s britskou námořní flotilou. Podařilo se mu dobýt několik regionů ve Slovinsku a Chorvatsku a 27. srpna 1813 prakticky bez boje obsadil Rijeku. Odtud pokračoval v tažení do severní Itálie, kde bojoval proti místokráli Evženovi. Obsadil Terst, Benátky a poté vstoupil Říma, kam umožnil návrat papeži Piovi VII. (za to také obdržel titul římského knížete), stal se také držitelem komandérského kříže Řádu Marie Terezie. V jižní Itálii pak bojoval proti napoleonskému maršálu Muratovi a po jeho sesazení z neapolského trůnu získal hodnost polního podmaršála (1815). Téhož roku obdržel také komandérský kříž Leopoldova řádu a Řád železné koruny I. třídy.
Po Vídeňském kongresu zůstal v Sicilském království, kde byl od září 1815 do srpna velitelem rakouského armádního sboru, nakonec na žádost krále Ferdinanda I. převzal v Neapoli vrchní velení (1817–1820). Po roce 1820 žil několik let v soukromí a věnoval se správě statků získaných v Chorvatsku v okolí Karlovace. V roce 1829 byl znovu povolán do aktivní služby a v letech 1829–1838 byl velitelem v Terstu. V roce 1838 se stal velitelem pro Chorvatsko a Tyrolsko (v hodnosti polního zbrojmistra), v této době ale došlo v Chorvatsku ke vzepětí národního uvědomění, které Nugent podporoval (sám sebe označoval za Chorvata). Proto byl převelen a v letech 1839–1840 byl vrchním velitelem pro Moravu a Slezsko, poté do roku 1842 velel na Vojenské hranici. Nakonec se v červenci 1842 vrátil do Chorvatska a byl zde vrchním velitelem až do roku 1849. V v revolučním roce 1848 bojoval s maršálem Radeckým v v Itálii, poté byl převelen do Uher a zúčastnil se bojů proti maďarským revolucionářům. V říjnu 1849 byl povýšen do nejvyšší hodnosti polního maršála. Ještě ve věku 82 let se jako dobrovolník zúčastnil bitvy u Solferina (1859).
Zemřel na jednom ze svých sídel Bosiljevo v Chorvatsku 22. srpna 1862 ve věku 84 let. V době svého úmrtí byl jedním z nejstarších veteránů napoleonských válek.

## Pocty, vyznamenání a soukromý život

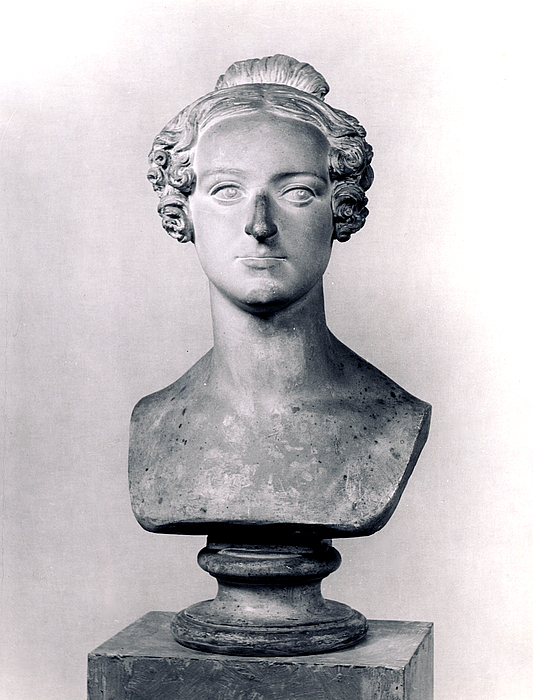
Busta Nugentovy manželky Giovanny, rozené princezny Sforza

Byl císařským komořím a tajným radou, díky vlastnictví statků v Chorvatsku získal uherský indigenát (1824) a byl členem chorvatského zemského sněmu. Krátce před smrtí byl v dubnu 1861 jmenován doživotním členem rakouské panské sněmovny. S ohledem na svou účast v napoleonských válkách obdržel také řadu vyznamenání od několika evropských panovníků. V roce 1815 mu britský král Jiří III. udělil Řád lázně hannoverský Řád Guelfů, od ruského cara Alexandra I. dostal Řád sv. Anny a Řád sv. Alexandra Něvského, v Neapolsku získal Řád sv. Ferdinanda a za zásluhy a Vojenský řád sv. Jiří. V roce 1847 získal titul hraběte v Rakousku.V návaznosti na účast v bojích proti uherské revoluci získal v roce 1850 ruský Řád sv. Ondřeje. Od roku 1825 byl také profesním rytířem Maltézského řádu a od roku 1855 titulárním velkopřevorem Maltézského řádu pro Irsko. Nakonec v roce 1858 získal Řád zlatého rouna (dekorován byl spolu s právě narozeným korunním princem Rudolfem). V roce 1861 byl jmenován doživotním členem rakouské Panské sněmovny.
Kromě vojenské kariéry proslul jako významný sběratel a mecenáš umění. Během svého pobytu v jižní Itálii po napoleonských válkách se aktivně podílel na organizaci archeologických výzkumů. Díky vykopávkám z doby antiky shromáždil cenné umělecké sbírky, sbíral také italské výtvarné umění z doby renesance (Leonardo da Vinci, Tizian). Své sbírky soustředil na hradě Trsat v Rijece, který koupil v roce 1826 od Auerspergové. Velká část jeho uměleckých sbírek je dnes rozptýlena v několika chorvatských muzeích.
V roce 1815 se v Neapoli oženil s princeznou Giovannou di Sforza-Riario (1797–1855) z významné italské šlechtické rodiny. Z jejich manželství se narodilo šest dětí, synové Albert Evžen (1816–1896) a Artur Patrik (1825–1897) sloužili v rakouské armádě a dosáhli hodnosti plukovníka. V roce 1886 jim bylo potvrzeno dědičné členství v uherské Sněmovně magnátů, majetek v Chorvatsku ale postupně prodali. Dcera Beatrix (1822–1880) byla manželkou generála prince Leopolda Croÿe-Dülmena